# Abia Warriors
Abia Warriors FC este un club de fotbal din Nigeria, fondat în 2003, își are sediul în orașul Umuahia. În prezent echipa concurează în prima ligă, primul eșalon al fotbalului nigerian.